# Celestino Gamboa Rivas
Celestino Gamboa Rivas (Cusco, 1866 - Perú, ?) fue un político peruano. 
Fue elegido diputado por la provincia de Paruro en 1892. Su mandato se vio interrumpido por la Guerra civil de 1894. Fue elegido como diputado por la provincia de Quispicanchi para el periodo de 1907 a 1912 para el primer gobierno de Augusto B. Leguía y nuevamente  en 1919. En 1924 volvió a ser electo por la provincia de Paruro durante casi todo el Oncenio de Leguía. En 1925 también fue elegido como senador por el Departamento del Cusco.
Durante su gestión, en 1893, fue autor junto con Luis Esteves y Félix Ramos del primer proyecto de ley que se preocupa de proteger a la prensa de los abusos y ataques de las autoridades.